# محرک توان آبی
یک محرک توان آبی شامل یک عامل محرک که بوسیله آب حرکت می‌کند و آنهایی که شاید در سه طبقه رده‌بندی شده باشند.
موتورهای فشار آب، دارای یک پیستون وسیلندروشیرهای ورودی وخروجی هستند که عملکرد آن‌ها با آب به عنوان سیال محرک (کارا) است که همتراز موتوربخار یا موتوربنزینی می‌باشند.
- پمپ آب
- پروانه آب
- توربین‌ها انرژی خود را از سرعت زیاد آب از خروجیها یا از دستگاه‌های تحت فشار گذارنده آب ویا از عبور آب در طول پره‌های رونده، آنهایی که با عث چرخش می‌شوند می‌گیرند. (بیرون می‌کشند)

برق (آبی) وقتی که قدرت طبیعی آب در جریان آن دستگاه (فن، پروانه، چرخ) را که با قدرت آب فشار داده شده را حرکت داده، تولید شده‌است. بطور معمول وزن آب ۸ لبن در یک گالن است. قدرت آن (آب) مکانیسم توربین را میچرخاندو تولید الکتریسیته می‌کند. مزیت برق تولید شده در این روش اینست که این منابع تجدید شدنی است. یک مقیاس کوچک میکرو توربین برق آبی می‌تواند یک قطعه قابل اعتماد و طولانی مدت (با عمر بالا) از تکنولوژی باشد و عیب این سیستم اینست که تکنولوژی هنوز در حال توسعه یافتن بیشتر از این چیزی که امروزه وجود دارد، هست.